# Gannibal (manga)
Gannibal (ガンニバル?, Gannibaru) è un manga scritto e disegnato da Masaaki Ninomiya, inizialmente pubblicato sulla rivista Weekly Manga Goraku dal 2018 al 2021 e in seguito raccolto in 13 volumi. L'opera tratta le vicende del poliziotto Daigo Agawa che viene trasferito in un villaggio isolato con la famiglia e si trova a fare fronte a vicende che circondano la scomparsa del suo predecessore.
Nell'ottobre 2021 è stata annunciata la produzione di una serie omonima in live action, poi pubblicata su Disney+ a dicembre 2022.

## Trama
L'agente di polizia Daigo Agawa viene trasferito nel villaggio di Kuge in seguito ad alcuni suoi comportamenti violenti che vengono raccontati nel corso della storia. Con lui ci sono l'amorevole moglie Yuki e la piccola figlia Mashiro, la quale non parla più in seguito a un incidente che ha visto coinvolto il padre.
Da subito gli abitanti del villaggio si mostrano accoglienti e calorosi nei confronti dei nuovi arrivati; tutti tranne la famiglia Goto, appena scossa da un lutto, che sembrano prendere in antipatia Agawa e lo mettono in guardia sui rischi ad intralciarli e a fidarsi degli abitanti, vista la sua curiosità per gli avvenimenti del villaggio e il suo coinvolgimento nella ricerca dell'agente Kano, predecessore che diede le sue dimissioni e poi scomparso misteriosamente.

## Manga
Il manga è stato serializzato sulla rivista giapponese Weekly Manga Goraku da ottobre 2018 a dicembre 2021 e in seguito raccolto in 13 volumi. L'edizione italiana è pubblicata da 001 Edizioni da novembre 2021.

### Volumi
| Nº | Data di prima pubblicazione | Data di prima pubblicazione | Data di prima pubblicazione | Data di prima pubblicazione |
| Nº | Giapponese                  | Giapponese                  | Italiano                    | Italiano                    |
| -- | --------------------------- | --------------------------- | --------------------------- | --------------------------- |
| 1  | 18 febbraio 2019            | ISBN 978-4-537-13881-8      | 18 novembre 2021            | ISBN 978-8871821924         |